# بالچه

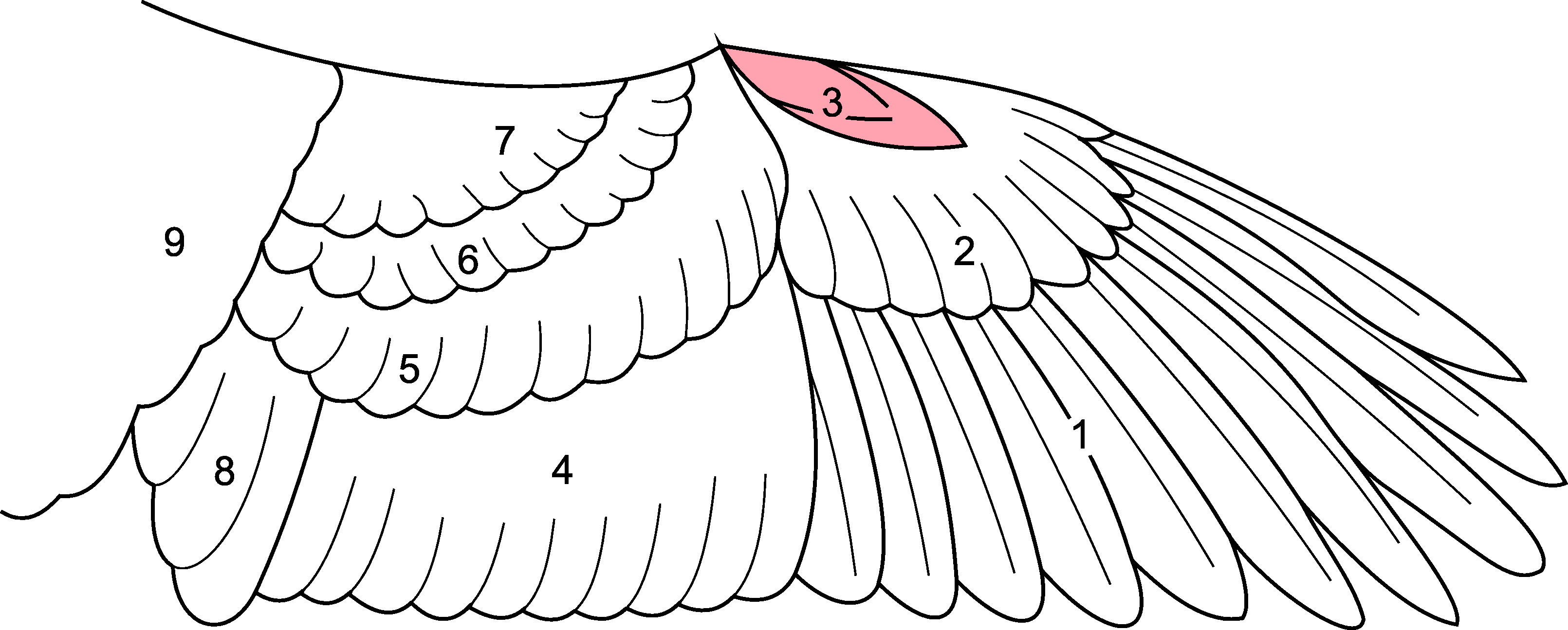
محل قرارگیری بالچه (هرزبال) روی بال پرنده

بالچه (به انگلیسی: Alula) یا  شست بال یا هرزبال (bastard wing) برآمدگی کوچکی در لبه جلویی بال پرندگان نوین و چند دایناسور غیرپرنده است. این کلمه لاتین است و به معنای «بالچه» است. صغیر ala به معنای بال است. شست بال اولین بند انگشتی است که آزادانه در حال حرکت است، «شست» پرنده، و معمولاً دارای سه تا پنج پر پرواز کوچک است که تعداد دقیق آنها بسته به گونه دارد. همچنین پوش‌پرهای جزئی روی پرهای پرواز وجود دارد. این پرهای بالچه مانند پرهای پروازی بزرگ‌تری که در لبه عقبی بال یافت می‌شوند نامتقارن هستند و محور به لبه جلویی نزدیک‌تر است.

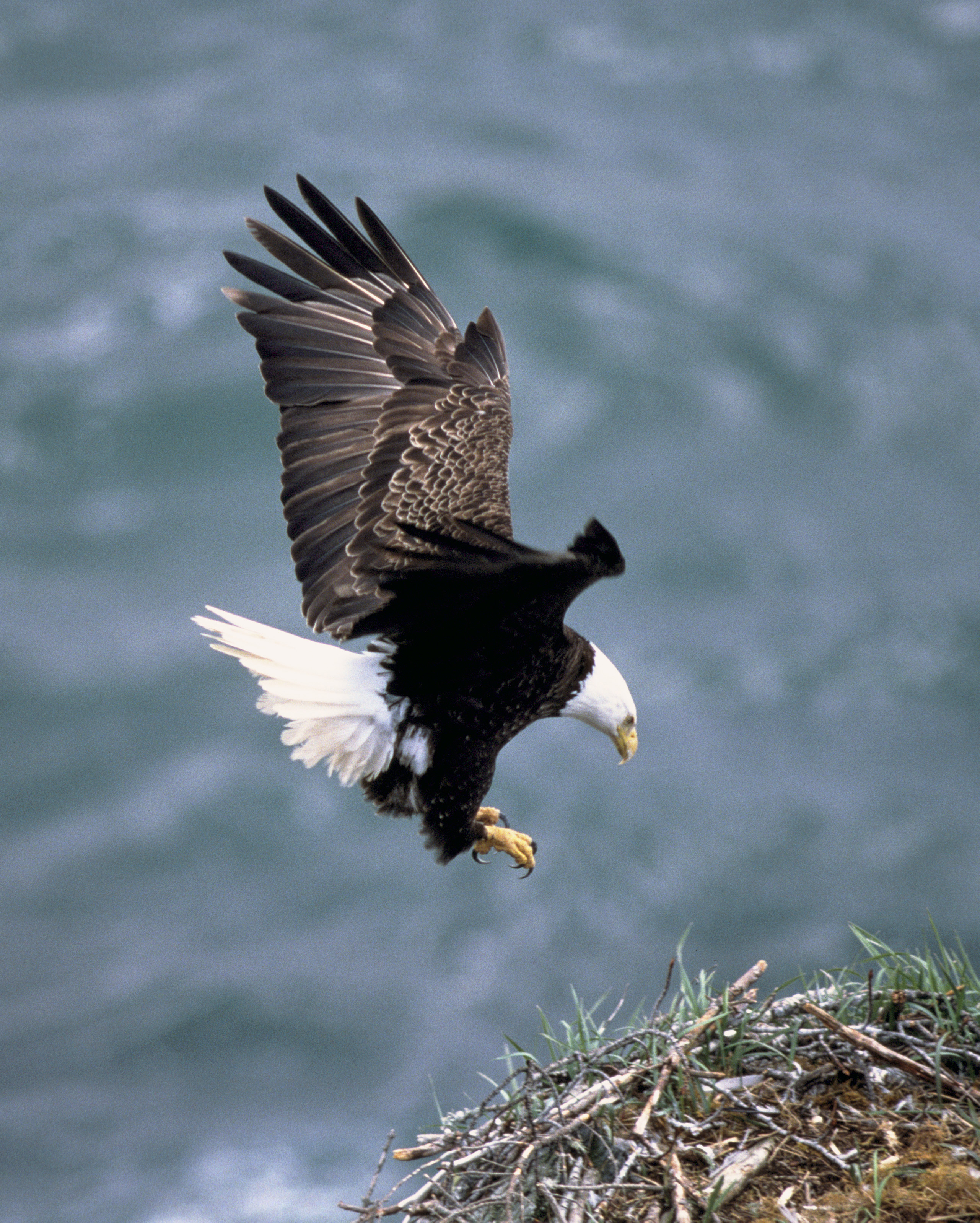
فرود عقاب سرسفید بالغ، در حال نشان دادن بالچه

در بیشتر موقعیت‌ها، بالچه در برابر بال قرار می‌گیرد. با این حال، می‌توان آن را دستکاری کرد. پرنده هنگام پرواز با سرعت کم یا فرود، بالچه خود را کمی به سمت بالا و جلو حرکت می‌دهد که شکاف کوچکی روی لبه جلویی بال ایجاد می‌کند. این کار مانند لت‌های روی بال هواپیما عمل می‌کند و به بال اجازه می‌دهد تا زاویه حمله بالاتر از حد معمول را به دست آورد - و در نتیجه بلند شود - بدون اینکه سبب توقف شود. نوک بالچه گرداب کوچکی را تشکیل می‌دهد که شبیه به یک مولد گردباد عمل می‌کند و جریان هوا را روی بال مجبور می‌کند تا بهتر به آن متصل شود. در طول کشش بال به سمت پایین به سوی زمین، بالچه از بال جدا شده و آشکارا دیده می‌شود.
در شاهین‌ها، بالچه برجسته‌تر است و زمانی که بال در یک شیرجه یا خمیده قرار می‌گیرد، درجه‌ای از کنترل را فراهم می‌کند. بالچه‌ها به‌ویژه در شاهین‌های بحری قابل توجه هستند.

## در پرندگان باستانی
وجود بالچه در چندین خویشاوند باستانی منقرض‌شده ازپرندگان امروزی از جمله Eoalulavis hoyasi (ناهمسان‌مرغان از میانهٔ کرتاسه، 115 mya) و Protopteryx fengningensis قبلی تأیید شده‌است. از آنجایی که این گونه‌ها با پرندگان امروزی ارتباط نزدیکی ندارند، یا بالچه دو بار تکامل یافته است یا بیش از ۱۳۰ میلیون سال پیش این کار را انجام داده‌است.